# Royal Cercle sportif florennois
Maillots
Dernière mise à jour : 28 octobre 2021.
Le Royal Cercle Sportif Florennois est un club de football belge localisé à Florennes, dans la province de Namur. Porteur du matricule 268, le club joue en jaune et noir. S'il évolue en quatrième provinciale, le plus bas niveau du football belge, lors de la saison 2021-2022, le club a disputé 12 saisons dans les séries nationales, dont 6 au troisième niveau.
La commune de Florennes est célèbre pour sa base aérienne militaire. C'est pour cela que les cercles sportifs de la localité sont surnommés « les Aviateurs ». Le logo du R. CS Florennois arbore d'ailleurs deux silhouettes de chasseurs F-16.

## Histoire
Le Cercle Sportif Florennois est fondé dans les premiers mois de l'année 1921. Il s'affilie à l'URBSFA, le 31 janvier 1923, et débute dans les championnats régionaux. En décembre 1926, le club figure sur la première liste publiée avec les matricules, en regard du n°268. Au niveau sportif, le club progresse dans la hiérarchie régionale durant les années 1930, et rejoint pour la première fois la Promotion, alors troisième et dernier niveau national, en 1942. Il finit dernier de sa série et est directement relégué.
En 1945, la fédération décide d'annuler toutes les relégations subies pendant les trois championnats de la Seconde Guerre mondiale, ce qui permet au club de revenir en nationales. Durant deux saisons, il termine dans le sub-top. Les résultats sont moins bon par la suite, et après une saison où il évite de peu la relégation, il termine dernier en 1949 et doit à nouveau quitter les séries nationales. Le 24 avril 1951, le club est reconnu « Société royale », et adapte son nom en Royal Cercle sportif florennois.
Il remonte en Promotion quelques mois plus tard mais termine à l'avant-dernière place. Le club est relégué, mais reste ne retourne pas vers les séries provinciales, grâce à la création d'un quatrième niveau national, qui hérite du nom de Promotion. Le club lutte durant quatre ans pour son maintien, qu'il assure chaque fois pour quelques points. S'il vit ensuite une saison plus tranquille, il ne peut éviter la relégation en 1958. C'est toujours aujourd'hui la dernière saison jouée par le club au niveau national.
Par la suite, le RCS florennois chute dans les divisions provinciales, jusqu'à tomber en quatrième provinciale, le plus bas niveau du football belge. En 2011, il remonte en troisième provinciale mais est relégué un an plus tard. Il évolue toujours en « P4 » en 2013-2014.

## Résultats dans les divisions nationales
Statistiques mises à jour au 14 juin 2013

### Bilan
| Niv | Divisions     | Jouées | Titres | TM Up | TM Down |
| --- | ------------- | ------ | ------ | ----- | ------- |
| I   | 1re nationale | 0      | 0      |       |         |
| II  | 2e nationale  | 0      | 0      |       |         |
| III | 3e nationale  | 6      | 0      |       |         |
| IV  | 4e nationale  | 6      | 0      |       |         |
| V   | 5e nationale  | 0      | 0      |       |         |
|     |               |        |        |       |         |
|     | TOTAUX        | 12     | 0      | 0     | 0       |

- TM Up : test-match pour départager des égalités, ou toutes formes de Barrages ou de Tour final pour une montée éventuelle.
- TM Down : test-match pour départager des égalités, ou toutes formes de Barrages ou de Tour final pour le maintien.

### Classement saison par saison
| Ordre               | Saison  | Nom du club      | Niveau                 | Classement final | Remarques |
| ------------------- | ------- | ---------------- | ---------------------- | ---------------- | --------- |
| 1                   | 1942-43 | CS Florennois    | Promotion (D3) série B | 13e/13           | Relégué!  |
| séries provinciales |         |                  |                        |                  |           |
| 2                   | 1945-46 | CS Florennois    | Promotion (D3) série C | 6e/18            |           |
| 3                   | 1946-47 | CS Florennois    | Promotion (D3) série B | 5e/18            |           |
| 4                   | 1947-48 | CS Florennois    | Promotion (D3) série C | 13e/16           |           |
| 5                   | 1948-49 | CS Florennois    | Promotion (D3) série A | 16e/16           | Relégué!  |
| séries provinciales |         |                  |                        |                  |           |
| 6                   | 1951-52 | R. CS Florennois | Promotion (D3) série A | 15e/16           | Relégué!  |
| 7                   | 1952-53 | R. CS Florennois | Promotion série B      | 11e/16           |           |
| 8                   | 1953-54 | R. CS Florennois | Promotion série A      | 12e/16           |           |
| 9                   | 1954-55 | R. CS Florennois | Promotion série B      | 13e/16           |           |
| 10                  | 1955-56 | R. CS Florennois | Promotion série C      | 11e/16           |           |
| 11                  | 1956-57 | R. CS Florennois | Promotion série B      | 7e/16            |           |
| 12                  | 1957-58 | R. CS Florennois | Promotion série D      | 14e/16           | Relégué!  |
| séries provinciales |         |                  |                        |                  |           |